# 普宁街道
普宁街道是中华人民共和国四川省眉山市仁寿县下辖的一个街道办事处。2019年12月，撤销文林镇，设立文林街道、普宁街道和怀仁街道，将原文林镇黎光社区、高笋社区、龙水河社区、坝达社区、城东社区、江家坝社区、新民社区、钟坝社区、叶桥社区和珠嘉镇响水社区、木门社区，满井镇杜家社区，宝马镇三友社区、镇山社区、石联社区、军旗社区所属行政区域划归普宁街道管辖。

## 行政区划
普宁街道下辖以下村级行政区划单位：
江家坝社区、镇山社区、城东社区、木门社区、龙水河社区、新民社区、杜家社区、坝达社区、高笋社区、钟坝社区、叶桥社区、黎光社区、粮丰社区。